# Велико московско княжество
Великото московско княжество е средновековно руско държавно образувание, просъществувало от 1263 до 1547 година. Московските земи се управляват от князете на Москва, потомци на първия велик княз Даниил Московски, и се превръщат постепенно в център и териториално ядро, около което се изгражда Руското царство.

## История
Първият княз на Москва е синът на Всеволод III – Владимир, който през 1213 г. за няколко месеца отделя града от Владимиро-Суздалското княжество. От 1247 до 1248 г. княжеството е управлявано от Владимир Холобрит, но след смъртта му отново става част от Владимиро-Суздалското княжество. През 1263 г. Александър Невски завещава Москва на сина си Даниил Московски. В резултат на нашествията на монголците, княжеството става техен васал. През 1327 г. се организира Тверското въстание, в което Москва участва на страната на Златната орда. Земите на Твер са поделени между княз Иван I и Александър Суздалский. През 1368 г. княжеството започва война срещу Литовското княжество, но впоследствие се сключва мир. През 1374 г. Дмитрий Донски престава да плаща данък на Златната орда и заедно с другите князе от североизточна Рус се опълчват на монголското влияние. В 1376 г. Московското и Суздалското княжество започват поход срещу Волжка България, след който волжките българи са принудени да плащат данък на московския княз.
През 1380 г. Дмитрий и неговите съюзници побеждават Златната орда в битка край Рязан. Същата година се провежда куликовската битка, в която князът разгромява армията на Мамай.
Две години по-късно хан Тохтамиш опожарява Москва, но войската на ордата бива разбита от армията на Владимир Храбри. В крайна сметка Дмитрий се съгласява да плаща данък и в замяна получава Владимиро-Суздалското княжество. През 1396 г. Ордата е разгромена от тимуридите, които разграбват и Москва. В началото на XV век Златната орда се разделя за 3 ханства. През 1425 година тронът е наследен от племенника на княз Василий I – Василий Слепи. Това среща недоволството на аристокрацията и започва борба за власт между Василий и династията Юревич. Князът е пленяван на 2 пъти и дори е ослепен. През 1471 г. Иван III Велики започва поход срещу Новгородската република. Московските войници тероризират населението и извъшват грабежи. На 11 август 1471 г. е сключен мирен договор, според който Новгород плаща на Москва 16 000 рубли.
През октомври 1477 г. Иван III отново напада Новгородската република, заедно с Тверското княжество и Псковската република. Новгород пада след обсада и на 15 януари 1478 г. официално е присъединен към княжеството. През 1480 г. Москва окончателно става независима от Златната орда след битката при река Урга.
След това Литовското княжество и Казанското ханство предприемат атаки срещу великото московско княжество. След серия от войни, загубилите са принудени да признаят Смоленск и течението на р. Днепър за владение на Москва. По времето на Василий III са завладени Псковската република и Рязан. През 1519 г. Кримското ханство напада Москва. През 1530 г. се ражда първородният син на Василий – Иван IV. След смъртта на Василий, Иван става княз, а майка му Елена Глинская е регент. През 1547 г. Иван е коронясан за цар, с което се поставя началото на Руското царство.

## Владетели[1][2]
| Портрет | Име                                    | Роден                                                    | Управлява от                                      | Семейство | Управлява до                                     | Починал                                             |
| ------- | -------------------------------------- | -------------------------------------------------------- | ------------------------------------------------- | --- | ------------------------------------------------ | --------------------------------------------------- |
|         | Даниил I (Даниил I)                    | ноември/декември 1261 Киев ?, Велико московско княжество | 1283                                              | Четвърти син на княз Алексасндър Невски и Александра Полоцкая женен веднъж: Мария 5 деца                                          | 4 март 1303                                      | 4 март 1303 Москва, Велико московско княжество      |
|         | Юрий III (Юрий III)                    | 1281                                                     | 4 март 1304                                       | Син на Даниил I и Мария женен два пъти: дъщеря на княз Константин Ростовски 1 дъщеря Кончака (кръстена Агафя) нямат деца          | 21 ноември 1325                                  | 21 ноември 1325 Сарай Бату, Монголия                |
|         | Иван I Торбата (Иван I Калита)         | 1288 Москва, Велико московско княжество                  | 21 ноември 1325                                   | Пети син на Даниил I и Мария женен два пъти: княгиня Елена 4 деца княгиня Уляна 3 деца                                            | 31 март 1340                                     | 31 март 1340 Москва, Велико московско княжество     |
|         | Симеон I Горди (Симеон I Гордый)       | 7 ноември 1316 Москва, Велико московско княжество        | 31 март 1340                                      | Първи син на Иван I и княгиня Елена женен веднъж: Августа Литовска 1 дъщеря                                                       | 27 април 1353                                    | 27 април 1353 Москва, Велико московско княжество    |
|         | Иван II Червения (Иван II Красный)     | 30 март 1326 Москва, Велико московско княжество          | 27 април 1353                                     | Втори син на Иван I и княгиня Елена брат на Симеон Горди женен два пъти: княгиня Феодосия нямат деца Александра Веляминова 4 деца | 13 ноември 1359                                  | 13 ноември 1359 Москва, Велико московско княжество  |
|         | Дмитрий Донски (Дмитрий Донской)       | 12 октомври 1350 Москва, Велико московско княжество      | 13 ноември 1359                                   | Син на Иван II и княгиня Александра женен веднъж: Евдокия Дмитриевна 12 деца                                                      | 19 март 1389                                     | 19 март 1389 Москва, Велико московско княжество     |
|         | Василий I (Василий I)                  | 30 декември 1371 Москва, Велико московско княжество      | 19 март 1389                                      | Втори син на Дмитрий Донски и княгиня Евдокия женен веднъж: София Литовска 9 деца                                                 | 27 февруари 1425                                 | 27 февруари 1425 Москва, Велико московско княжество |
|         | Василий II Слепи (Василий II Тёмный)   | 10 март 1415 Москва, Велико московско княжество          | 27.2.1425 28.9.1433 юли 1734 28.10.1445 17.2.1447 | Пети син на Василий I и княгиня София женен веднъж: Мария Ярославна 6 деца                                                        | 25.4.1433 31.3.1434 7.7.1445 12.2.1446 27.3.1462 | 27 март 1462 Москва, Велико московско княжество     |
|         | Юрий I (Юрий I Дмитриевич)             | 26 ноември 1374 Москва, Велико московско княжество       | 25.4.1433 31.3.1434                               | Трети син на Дмитрий Донски и княгиня Евдокия женен веднъж: Анастасия Юриевна 4 деца                                              | 28.9.1433 5.6.1434                               | 5 юни 1434 Москва, Велико московско княжество       |
|         | Василий III (Василий III Юриевич)      | ? Москва, Велико московско княжество                     | 31 март 1434                                      | Втори син на Юрий I и княгиня Анастасия Юриевна женен веднъж: Н. Андреева нямат деца                                              | юли 1434                                         | 11 ноември 1448 Москва, Велико московско княжество  |
|         | Дмитрий II (Дмитрий II Юриевич Шемяка) | ок. 1403 Москва, Велико московско княжество              | 7 юли 1446                                        | Трети син на Юрий I и княгиня Анастасия Юриевна женен веднъж: София Дмитриевна 2 деца                                             | 26 октомври 1446                                 | 18 юли 1453 Москва, Велико московско княжество      |
|         | Иван III Велики (Иван III Великий)     | 22 януари 1440 Москва, Велико московско княжество        | 27 март 1462                                      | Втори син на Василий II и княгиня Мария женен два пъти: Мария Тверска 1 дете София Палеологина 8 деца                             | 27 октомври 1505                                 | 27 октомври 1505 Москва, Велико московско княжество |
|         | Василий III (Василий III (IV))         | 25 март 1419 Москва, Велико московско княжество          | 27 октомври 1505                                  | Втори син на Иван III и София Палеологина женен два пъти: Соломония Сабурова нямат деца Елена Глинская 2 деца                     | 3 декември 1533                                  | 3 декември 1533 Москва, Велико московско княжество  |
|         | Иван IV Страшни (Иван IV Грозный)      | 25 август 1530 Москва, Велико московско княжество        | 3 декември 1533                                   | Втори син на Василий III и княгиня Елена женен 8 пъти 8 деца (само две достигат пълнолетие)                                       | 18 март 1583                                     | 18 март 1583 Москва, Руско царство                  |